# Giuseppe Sinopoli
Giuseppe Sinopoli, född 2 november 1946 i Venedig, död 20 april 2001 i Berlin, var en italiensk dirigent och kompositör. Sinopoli studerade komposition för Karlheinz Stockhausen. År 1984 blev han utnämnd som ledare för Philharmonia Orchestra och år 1992 för Staatskapelle Dresden. Sinopoli gjorde sig känd som operadirigent, speciellt av italienska verk och senromantiska tyska verk, bland annat Richard Strauss och Arnold Schönbergs tidiga produktion, och han har bland annat dirigerat vid Bayreuthfestspelen under 15 säsonger mellan 1985 och 2000.  Sinopoli dog medan han dirigerade Giuseppe Verdis Aida vid Deutsche Oper i Berlin.
Sedan 2005 anordnas varje år i oktober en festival, som Taormina Arte tillägnar Giuseppe Sinopoli, som var konstnärlig ledare för detta kulturevenemangs musiksektor från 1989 till 1997. Giuseppe Sinopoli-festivalen är ett evenemang som inte enbart hyllar Sinopoli som musiker och dirigent, utan även som tonsättare, läkare, arkeolog och intellektuell person, med ett program som omfattar musik, teater, litteratur och konst, med symposier, utställningar, publikationer och naturligtvis även konserter. I festivalen deltar varje år landets främsta orkestrar. 
Första gången Giuseppe Sinopoli-festivalen hölls bildades Sinopoli Chamber Orchestra, i samarbete med Messinas musikkonservatorium "Arcangelo Corelli", en musikensemble där unga talanger omväxlande med elever och lärare från musikkonservatoriet i Messina deltar, och som huvudsakligen framför kompositioner av Giuseppe Sinopoli.